# Senckenbergiana
Senckenbergiana (Senckenbergiana. Wissenschaftliche Mitteilungen der Senckenberischen Naturforschenden Gesellschaft) est une publication scientifique.
Créée en 1919, la publication s'est arrêtée en 1954. Elle a alors été renommée et continuée sous les titres Senckenbergiana Biologica et Senckenbergiana lethaea.